# کارن ایواتا
کارن ایواتا (انگلیسی: Karen Iwata؛ زادهٔ ۱۳ مهٔ ۱۹۹۸) موسیقی‌دان اهل ژاپن است. وی از سال ۲۰۱۱ میلادی تاکنون مشغول فعالیت بوده‌است.